# Valentin Sonnenschein

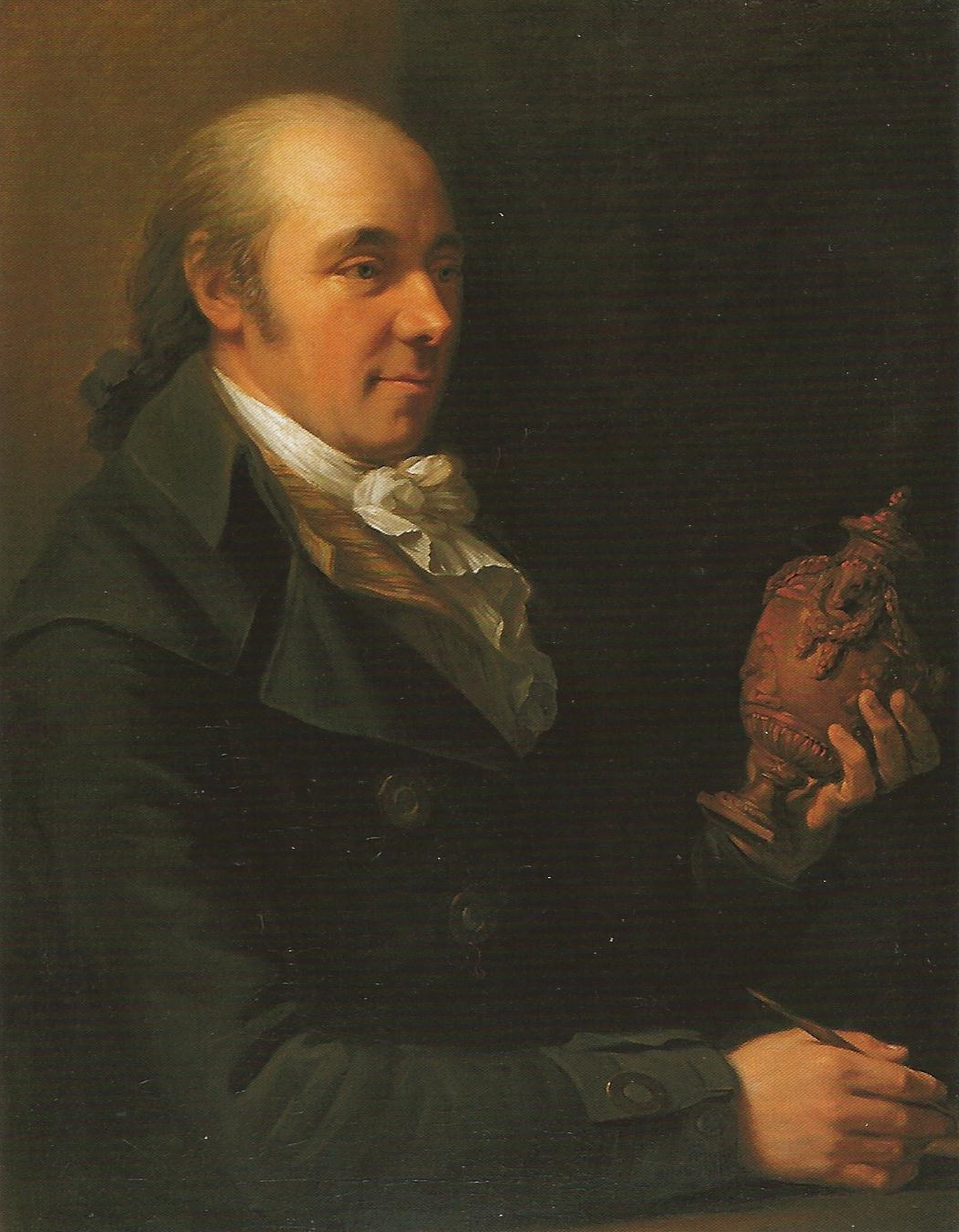
August Friedrich Oelenhainz, Valentin Sonnenschein (1793)

Johann Valentin Sonnenschein (* 22. Mai 1749 in Stuttgart; † 22. September 1828 in Bern) war ein deutscher Bildhauer, Stuckateur und Maler.

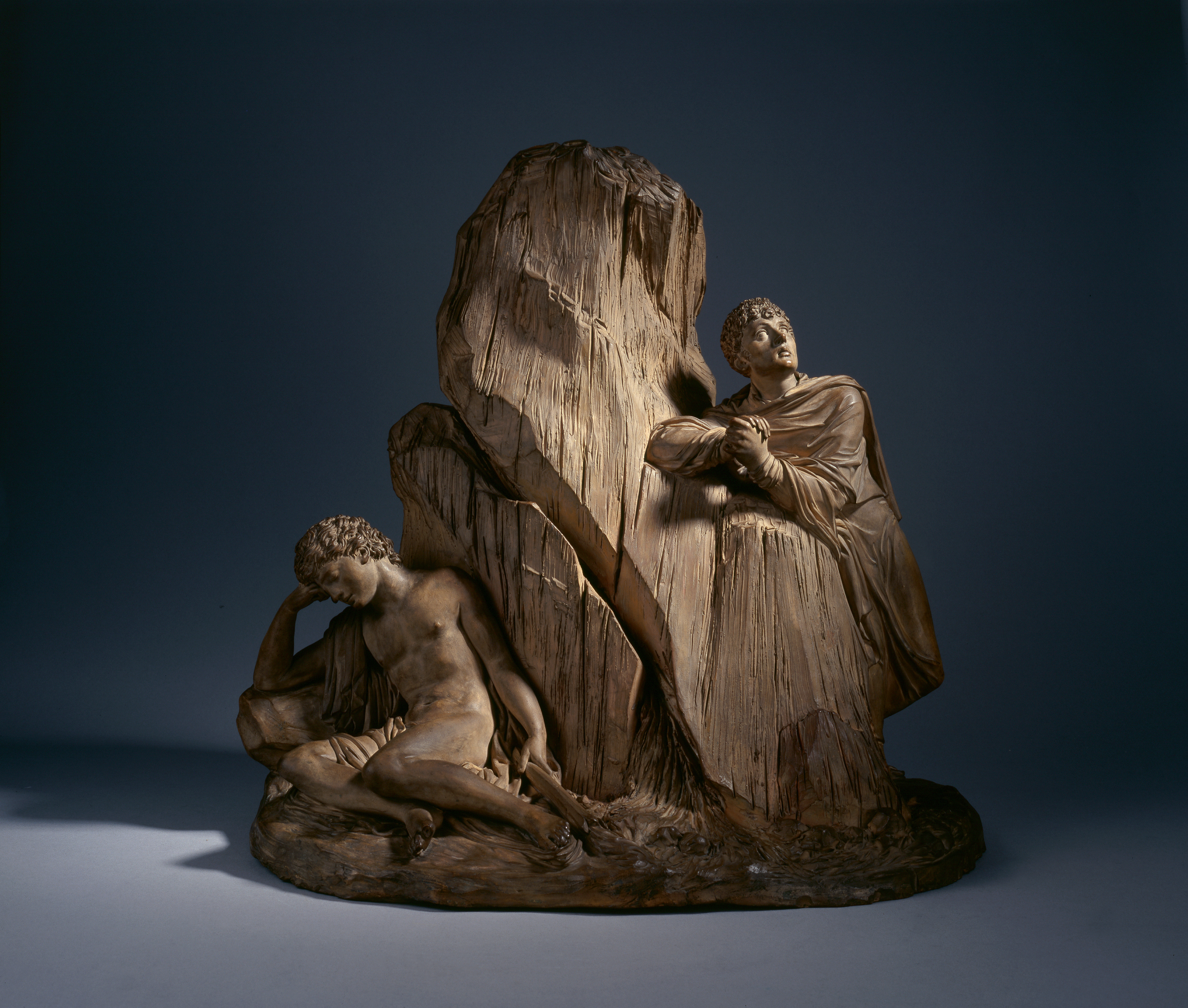
Johann Valentin Sonnenschein: Miniaturdenkmal für Ludwig Rudolf von Jenner, 1808 (Historisches Museum Basel)

## Leben
Johann Valentin Sonnenschein bekam seine künstlerische Ausbildung in den Werkstätten von Ludovico Bossi und Johann Wilhelm Beyer sowie dem Hofmaler Nicolas Guibal in seiner Heimatstadt. Zwischen 1763 und 1776 arbeitete er für Herzog Carl Eugen von Württemberg; ab 1771 im Rang eines Hof-Stuckateurs. Im darauffolgenden Jahr berief man ihn als Dozent für Gestaltung an die Ludwigsburger Kunstakademie, und als Modelleur der Porzellan-Manufaktur Ludwigsburg. Für das Badhaus im Schwetzinger Schlossgarten schuf er acht Puttengruppen aus Blei. 1775 floh Sonnenschein nach Zürich und wurde dort engagiert, mehrere Säle des Patrizier-Palais „Haus zum Kiel“ auszuschmücken. Als nach vier Jahren der Auftrag erfüllt war, ging er 1779 für sechs Jahre als Zeichenlehrer an eine Private Kunstschule nach Bern. In dieser Zeit war er auch als Zeichenlehrer und Modelleurmeister in einer Porzellanmanufaktur tätig, vermutlich war dies die Porzellan- und Fayence-Manufaktur im Schooren in Kilchberg. 1815 kehrte Sonnenschein nach Deutschland zurück und half in Stuttgart mit, das Schloss Solitude auszuschmücken. Neben dieser und der Arbeit in Zürich besteht Sonnenscheins künstlerisches Werk aus Statuetten, Büsten und Grabmälern.
Seine Tochter Regina war mit dem Schweizer Politiker und Offizier Johann Nepomuk von Schmiel verheiratet.

## Sammlungen mit Werken Sonnenscheins
- Historisches Museum Bern
- Kunstmuseum Bern
- Schloss Jegenstorf
- Schweizerisches Landesmuseum
- Zürich, Haus zum Kiel